# حمله داستینگ
حمله داستینگ (به انگلیسی: Dusting attack) یک نوع حمله به کیف پول‌های رمزارز است که مهاجم مقادیر کمی از رمزارز (معروف به "داست") به آن کیف پول می‌فرستد تا صاحب کیف پول را شناسایی کند. حملات داستینگ ممکن است منجر به حملات فیشینگ و کلاهبرداری شود.

## داست
اصطلاح داست، به مقدار کمی رمزارز اشاره دارد. این مقدار آنقدر کوچک است که اکثر کاربران حتی متوجه آن نمی‌شوند. با در نظر گرفتن بیت‌کوین به عنوان مثال، یک ساتوشی (۰٫۰۰۰۰۰۰۰۱ بیت‌کوین) است، بنابراین ممکن است از اصطلاح داست برای اشاره به چند صد ساتوشی استفاده شود. هسته بیت‌کوین داست را به عنوان هر مقدار کمتر از کارمزد معامله تعریف می‌کند.

## نحوه کار حمله داستینگ
مهاجم شروع به ارسال چند ساتوشی به تعداد زیادی از آدرس‌ها می‌کند. سپس مهاجم با تجزیه و تحلیل ترکیبی از تاریخچه کیف پول تلاش می‌کند با شناسایی آدرس‌هایی است که متعلق به همان کیف پول رمزارز هستند صاحب آن را شناسایی کند. مهاجم در نهایت آدرس‌ها و کیف پول‌های شناسایی شده را به شرکت‌ها یا افراد پیوند می‌دهد. در صورت موفقیت، مهاجمان می‌توانند حملات فیشینگ یا تهدیدهای مربوط به اخاذی سایبری را در برابر اهداف خود استفاده کنند.